# Cmentarz przy ulicy Leśnej w Poznaniu
Cmentarz przy ul. Leśnej (pot. Stary cmentarz w Zielińcu) – cmentarz w Poznaniu, znajdujący się w Antoninku (Główieniec), przy ul. Leśnej.

## Historia

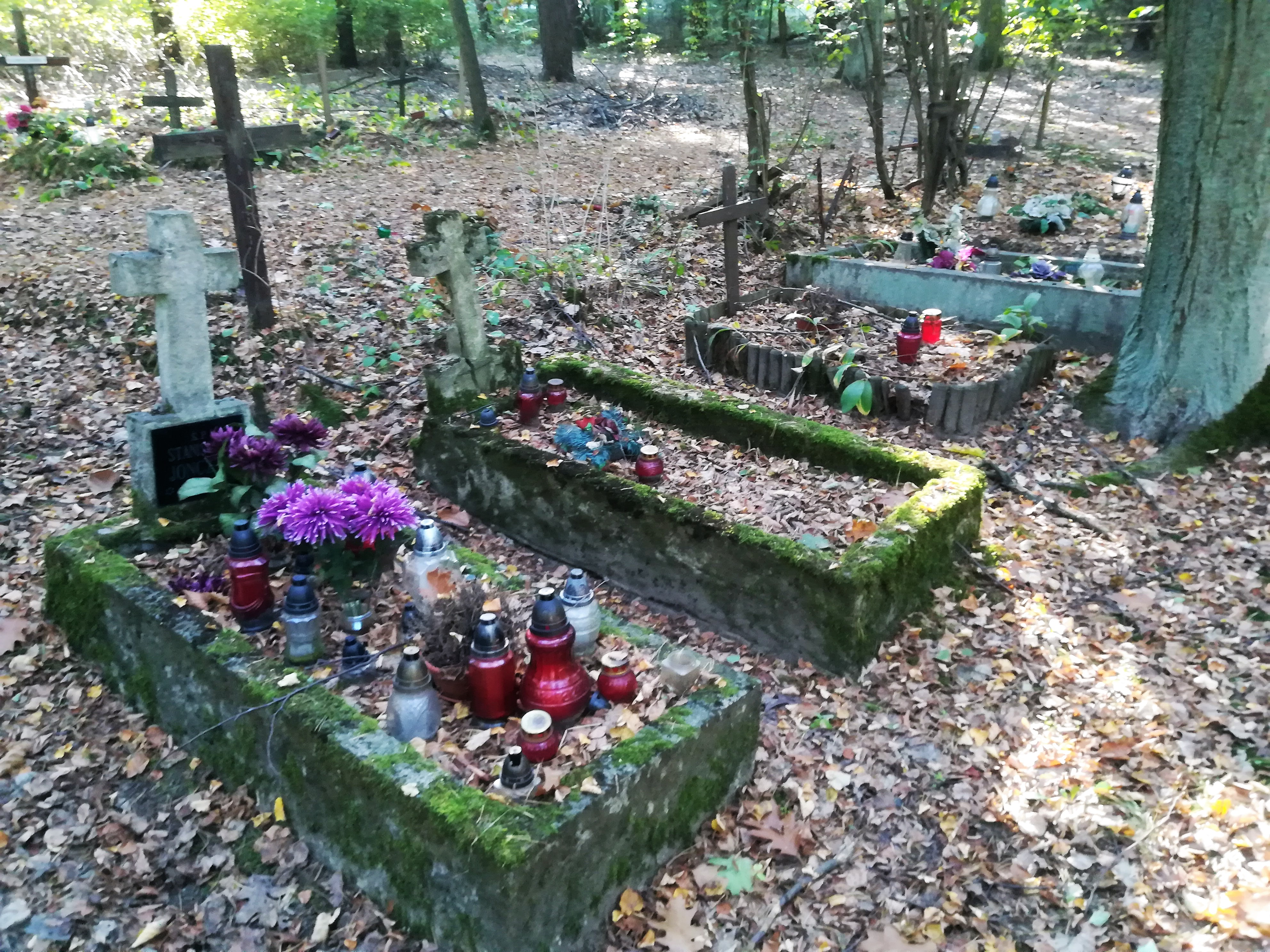
Jedna z kwater

Cmentarz parafii Ducha Świętego został założony w 1938 dzięki staraniom Maksymiliana Siwińskiego (jego serce spoczywa w osobnym grobie na cmentarzu). Regularne pochówki rozpoczęły się tu w 1939, ale formowanie parafii zostało przerwane w wyniku niemieckiej agresji na Polskę. Miało to też wpływ na zahamowanie liczby osób grzebanych na cmentarzu. 
W 1948 władze miejskie przeznaczyły nekropolię do zamknięcia, co wiązało się z powstaniem pobliskiego cmentarza komunalnego na Miłostowie. Ostatnie pochówki odbyły się w 1950 lub 1951, a oficjalną datą zamknięcia miał być rok 1962. Prośby o restytucję cmentarza (lata 50. i 70. XX wieku) były przez miasto rozpatrywane negatywnie. Na początku lat 80. XX wieku Biuro Planowania Przestrzennego podjęło pomysł reaktywowania cmentarza, ale ostatecznie do tego nie doszło. Niezależnie od statusu prawnego terenu groby są regularnie odwiedzane przez krewnych osób zmarłych.
Księga zgonów parafii Ducha Świętego z lat 1945-1950 wskazuje 95 osób pochowanych w obrębie nekropolii. W latach 60. XX wieku pięć osób ekshumowano na cmentarz miłostowski.
Uczniowie i nauczyciele nieodległej Szkoły im. Dezyderego Chłapowskiego (Antoninek), tradycyjnie sprzątają teren cmentarza przed dniem Wszystkich Świętych.

## Architektura
Cmentarz zajmuje teren płaski (piaski luźne), porośnięty sosnami (samosiew) i ma powierzchnię około jednego hektara, jednak groby pokrywają około 0,6 hektara ziemi. Długość ścieżek wynosi 200 metrów. Wody gruntowe znajdują się na głębokości czterech metrów, a cmentarz posiadał dawniej jedną kopaną studnię. Teren nie jest ogrodzony z wyjątkiem okolic głównego wejścia, gdzie znajduje się kilka słupów z klinkieru i odcinki siatki parkanowej. Od reszty miasta teren odcięty jest dwupasmową ulicą Warszawską i węzłem Antoninek.

## Mogiły
Zachowanych jest kilkadziesiąt mogił, głównie ziemnych i trochę betonowych oraz kamiennych. W centrum stoi drewniany krzyż. Nadreprezentowana jest znacząco liczba nagrobków dziecięcych. Na cmentarzu spoczywają ofiary bitwy o Poznań z 1945. Ku pamięci Kazimierza Hepkowskiego i jego żony istniała tablica informującą, że Jadwiga Hepkowska zginęła w rejonie cmentarza w ostatnich dniach walk. Nekropolia jest także miejscem spoczynku repatriantów z Kresów Wschodnich i Westfalii. Były to osoby zmarłe podczas podróży na pobliskiej stacji Poznań Antoninek. Od maja do sierpnia 1945 funkcjonował tam punkt przeładunkowy repatriantów z podążających na Ziemie Odzyskane (docierał do tej stacji szeroki tor). 
Na cmentarzu spoczywa Franciszek Mańkowski, poseł na Sejm Ustawodawczy (1947). 